# Noé Duchaufour-Lawrance
Noé Duchaufour-Lawrance est un designer et architecte d'intérieur français né en 1974 à Mende (Lozère).

## Biographie
Formé à la sculpture sur métal à l'École nationale supérieure des arts appliqués et des métiers d'art, puis au design aux Arts Décoratifs à Paris, il est fils de sculpteur. Il commence sa carrière de designer en 2000 et connait dès 2003 le succès en obtenant le prix "Best Design " décerné par "Time Out, Hôtel et Restaurant Mag" pour son aménagement du restaurant Sketch à Londres. Très éclectique, outre des travaux d'architecture, il conçoit des candélabres en cristallerie pour Baccarat, des flacons de parfum et conçoit des mobiliers d'influence naturaliste. Il revisite les courbes de l'Art nouveau en puisant son inspiration dans "la naturalité". 
Ses réalisations comprennent également la chaise Corvo, avec l’éditeur américain Bernhardt Design qui lui a valu un Gold Award en 2010, l'aménagement du restaurant "Le ciel de Paris" à la Tour Montparnasse à Paris ou encore un salon VIP pour Air France. Son bureau en fibre de lin, présenté à la galerie Bensimon en 2011, est à nouveau exposé aux Designer's Days 2013.
Le lancement de la collection Folia, une collection transversale d'objets et de meubles élaborée en partenariat avec la Manufacture de cristal Saint-Louis et Noé Duchaufour-Lawrance, a eu lieu en janvier 2017 pendant le salon Maison & Objets.

## Réalisations
2020
Ouverture de la galerie 'Made In Situ' au Portugal ; à Lisbonne.
- Conception des halls d'entrée, lounges, circulations, espace de vente et bureaux d'un condominium de 50 étages. Phase deux du programme Colombus à Jersey City pour Ironstate development, 2018[11]

- Aménagement d'un espace à vivre pour un appartement privé à Soho NYC en collaboration avec Selldorf Architects, livraison mai 2017

- Étude pour l'aménagement d'un site privé de 13 ha dans les Hamptons. Direction du projet, land art, landscape design en collaboration avec le studio Bas Smets Architecture de 4 modules d'habitation et d'un foyer, livraison 2018/2019

2016
- Un Espace E-Lounge situé au sein d'un ensemble immobilier à usage de bureaux #Cloud (Paris)
- New retail concept pour les boutiques Montblanc dont le flagship de Hambourg

2014
- Le Cabinet Onirique, exposition AD Intérieurs - Musée des Arts Décoratifs, Galerie Nef (Paris)

2012
- Le ciel de Paris, restaurant de la Tour Montparnasse

2010
- La galerie BSL[12]
- Identité architecturale d'Yves Saint Laurent
- Ceccotti collezioni (bureau Manta, un entrelacs de ramifications et de courbes tendues)
- Luminaire Rémanence pour Baccarat
- Fauteuil Derby pour Zanotta
- Cinna avec collection de fauteuils Pouffes et canapé Ottoman et Bernhardt Design avec la chaise Corvo

2009
- Flacon One Euromillions, Paco Rabanne, (puis Lady Million)

2002
- Restaurant Sketch, à Soho
- Senderens (ex Lucas Carton)
- Maya Bar à Monaco
- Maison Sénéquier à Saint-Tropez
- Salons business class d’Air France, avec Brandimage

## Conceptions de produits
Ses conceptions de produits vont de chaises design et de canapés à des lampes ou des couteaux. Il a conçu de nombreux produits pour les entreprises de premier plan comme Cinna, Baccarat et Petite Friture.
On peut ainsi citer la chaise Hybride pour Cinna, la chaise Market pour Petite Friture, présentée au salon Maison & objet 2013,, la lampe Fluide pour Forestier et le couteau de table NOÉ pour Perceval.

## Récompenses
2016
- NeoCon Silver Award, catégorie Lounge Furniture Collections, pour la Collection Modern Family, Bernhardt Design
- NeoCon Silver Award, catégorie tables d’appoint, pour les tables Chance et Clue Bernhardt Design

2015
- Label VIA 2015 pour la chaise Ciel ! éditée par Tabasco[18] et le bureau Inside World édité par Cinna

2014
- [19]Janus du commerce Air France, salon business CDG, Hall M

2012
- GQ Men of the year 2012 "Best Designer"

2011
- [20]Rad Dot Award Product design 2011 for the Bernhardt Design Corvo chair

2010
- Best of NeoCon GOLD Award for the Bernhardt Design Corvo chair
- Laureat for the "L’Empreinte de l’Année" and Talents du luxe et de la création 2010

2009
- Award "Elle Déco International Design Awards"
- Wallpaper Design Awards 2009 for the bed "Buonanotte Valentina" edited at Ceccotti Collezioni

2007
- Designer of the year  Scènes d’intérieur, Maison & Objet, Paris

2006
- Nominated Empreinte de l’année for les Talents du luxe 2006

2005
- Restaurant Senderens – Fooding award 2005 meilleur restaurant avant l’amour

2003
- Time out magazine eating and drinking  awards, Restaurant Sketch, Best design, Londres
- Hotel and restaurant Magazine, Restaurant Sketch, Best design, Londres
- Theme Magazine, Restaurant Sketch, Best design, Londres

2002
- Tatler Restaurant Awards, Best Design: The Gallery, Restaurant Sketch, Londres

## Livres publiés
2016
- Le Design des riches, l'Atelier de Recherche et de Création du Mobilier National - éditions Mare & Martin - Collection Transmissions
- Come on ! What is the future of Design, Top 40 French Creatives, auteur Yen Kien Hang
- #Cloud.paris - PCA éditions – E-Lounge

2015
- Le Cabinet de Curiosités de Thomas Erber - Imprimerie du Marais, Pochette IPad avec St Loup et Table Mangrove

2014
- Mountain Modern, Contemporary Homes in High Places - éditions Thames & Hudson - Chalet La Transhumance
- Paris Designers and their interiors - éditions Luster - Maison principale de Noé Duchaufour-Lawrance

2013
- Space Plus - éditions sandu - Ciel de Paris
- Living in Style - editions te Neues - Chalet La Transhumance

2012
- House Design – A&C Publishing Co., Ltd éditions – Chalet La Transhumance
- Senequier – Verlhac éditions - Sénequier

2009
- Design and Litterature –Norma éditions

2008
- Box Circa 40_2 – Fiera Milano editore

2007
- Contemporary World Interiors - Phaidon Press - Sketch
- Wallpaper City Guide Paris - Phaidon - Senderens
- Wallpaper City Guide Londres - Phaidon press - Sketch

2004
- Bars + Bares, Designer & Design - H Kliczowski publishing - Sketch
- Cool restaurants London – TeNeus publishing - Sketch
- Restaurant Design – DAAB publishing – Sketch
- Les plus beaux restaurants du monde, design & architecture – Pyramid publishing